# Ślipcze
Ślipcze – wieś w Polsce położona w województwie lubelskim, w powiecie hrubieszowskim, w gminie Hrubieszów.
Wieś starostwa hrubieszowskiego położona była w XVIII wieku w województwie bełskim. W latach 1975–1998 miejscowość administracyjnie należała do województwa zamojskiego. 
Wieś stanowi sołectwo gminy Hrubieszów. Według Narodowego Spisu Powszechnego (III 2011 r.) liczyła 375 mieszkańców i była jedenastą co do wielkości miejscowością gminy.
Wierni Kościoła rzymskokatolickiego należą do parafii Ducha Świętego w Hrubieszowie.

## Części wsi
| SIMC    | Nazwa   | Rodzaj    |
| ------- | ------- | --------- |
| 0889597 | Wołynka | część wsi |

## Historia
Pierwsza wzmianka o wsi pochodzi z roku 1376 ze staroruskich hramot opisana jako Sliepcze. Przed 1465 r. wieś należała do niegrodowego starostwa hrubieszowskiego w powiecie horodelskim województwa bełskiego. Około 1497 król Jan Olbracht nadał ją Jakubowi Sarnickiemu w nagrodę za jego zasługi. W 1507 biskup chełmski Mikołaj Kościelecki otrzymał królewską zgodę na wykup wsi z rąk prawosławnego władyki chełmskiego Iwaśki Sosnowskiego, który musiał wieś tę posiąść wkrótce po 1497 r. Rejestr poborowy z 1578 r., wykazuje tu istnienie cerkwi prawosławnej oraz karczmy. Wieś była już wówczas królewszczyzną. Dochody z wsi wynosiły wówczas 58 zł 12 groszy, zaś tutejsi kmiecie i zagrodnicy posiadali 5,75 łana (96, 6 ha) ziemi uprawnej. Na przełomie XVIII i XIX wieku wieś przeszła w ręce prywatne jak większość dawnych królewszczyzn staropolskich (w 1846 roku należała do Ciemniewskich). Podług spisu z 1827 roku wieś liczyła 65 domów i 423 mieszkańców. Jak informuje krótka dziewiętnastowieczna notka, „...ludność trudni się wyrobem płótna grubego”.
Spis ludności z roku 1921 (wówczas w gm. Mieniany) wykazywał 42 domy oraz 351 mieszkańców, w tym 31 Żydów i 310 Ukraińców. W początkach XX w. znajdowała się tu drewniana cerkiew prawosławna, pierwotnie unicka z około 1760 roku. W 1938 roku władze sanacyjne zniszczyły miejscową cerkiew prawosławną w ramach akcji rewindykacyjno – polonizacyjnej cerkiew prawosławną. We wsi przetrwał cmentarz prawosławny, zdewastowany po II wojnie światowej i wysiedleniu prawosławnych Ukraińców.